# Adrienne Bolland
Adrienne Bolland (Arcueil, Francia, 25 de noviembre de 1895-París, 18 de marzo de 1975), fue una aviadora francesa reconocida por ser la primera mujer en cruzar la Cordillera de los Andes piloteando un avión en 1921.

## Biografía
Bolland nació en 1895 en Arcueil, a las afueras de París, la menor de siete hermanos, de emigrantes belgas. Desarrolló una personalidad independiente y asertiva durante su infancia, ya que le costaba llamar la atención de su padre. En casa la conocían como «la pequeña terrorífica».
"Nadie pudo hacerme cambiar de opinión. Repetía una y otra vez: 'No me rendiré', recordó más tarde. "Me fue muy útil en la vida; nunca me rendí". Al llegar a la edad adulta, ese impulso encontró su vía de escape en las fiestas y el juego. Durante una borrachera tras perder todo su dinero en el hipódromo, expresó su deseo de ser piloto. Un amigo presente le sugirió que trabajara para Caudron, el primer fabricante de aviones de Francia. Podría aprender a volar y cobrar, lo que le permitiría solucionar sus problemas financieros.
En 1930 se casó con otro aviador, Ernest Vinchon. Su carácter combativo continuó polarizando a quienes la conocían; un accidente de 1933, del que sobrevivió, fue posteriormente declarado como resultado de un sabotaje.
Ella y su esposo se involucraron activamente en causas políticas de izquierda a lo largo de la década. Apoyaron a la sufragista Louise Weiss y, posteriormente, a los republicanos durante la guerra civil española. Durante la Segunda Guerra Mundial permanecieron en Francia y formaron parte de la resistencia.
Mantuvo la humildad sobre su vuelo a los Andes. En su 50.º aniversario, en 1971, le dijo a un periodista que le preguntó al respecto: «En última instancia, no me interesa. Me interesa mucho más lo que sucede ahora que lo que ocurría hace 50 años». Murió en París en 1975.Está enterrada en el cementerio de Donnery en el departamento de Loiret, cuna de su familia (de origen Belga), tras residir en París durante 50 años.

## Trayectoria

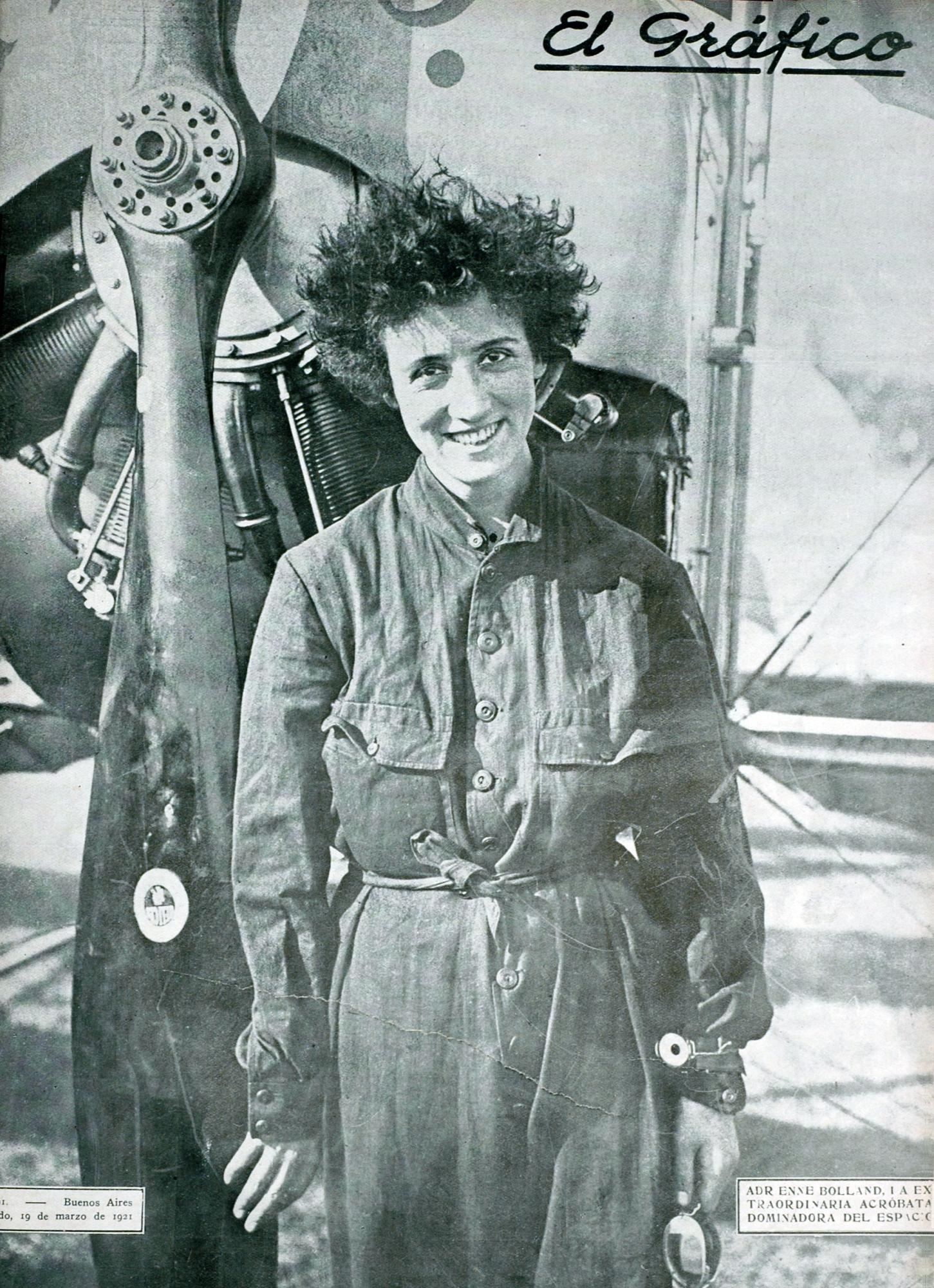
Adrienne Bolland en la tapa de El Gráfico

Bolland fue al cuartel general de Caudron en Le Crotoy, en el Canal de la Mancha, al norte de Francia, y se matriculó en clases de vuelo. Un error tipográfico añadió la segunda "l" a su nombre, que conservó el resto de su vida. Obtuvo su licencia de piloto en dos meses. Si bien sus instructores vieron un gran potencial como piloto, en tierra seguía siendo difícil de tratar, a veces atacando físicamente a quienes no estaban de acuerdo con ella. A menudo la castigaban por motivos disciplinarios.  «Me convertí en una persona diferente en un avión. Me sentía pequeña, humilde», dijo más tarde. «Porque en tierra, la verdad es que era totalmente insoportable».
Tras obtener su licencia, empezó a trabajar para René Caudron, haciendo lo mismo que los demás pilotos, principalmente entregando y recogiendo aviones. Pero quería pilotar su propio avión para ella, y así se lo manifestó.  Según se cuenta, Caudron señaló uno de sus G.3 y le dijo que si conseguía realizar un rizo, sería suyo para volarlo. Cuando lo hizo, Caudron se dio cuenta de que tener a una joven atractiva pilotando sus aviones sería una excelente manera de demostrar lo fácil que era volarlos. Le sugirió que lo hiciera sobre el Canal de la Mancha. De camino, fue a Bruselas a pasar la noche celebrando con sus amigos. A la mañana siguiente, los periódicos informaron que se temía que se hubiera perdido en el mar. «Puede que me haya ahogado anoche», bromeó, «pero no en el agua». Al día siguiente, el 25 de agosto de 1920, cruzó el Canal de la Mancha, repitiendo la hazaña de Harriet Quimby de 1912.
Caudron le pidió entonces que fuera a Argentina para realizar vuelos de demostración. Tras su llegada, Bolland comenzó a planificar su vuelo a los Andes. Los G3 que la habían enviado a Argentina habían sido diseñados para ser utilizados como aviones de observación militar durante la Primera Guerra Mundial. Frágiles y propulsados por motores Le Rhône de 80 hp, no eran ideales para el viaje, por lo que le pidió a Caudron que enviara otros. Él respondió que era imposible. Cuando finalmente despegó de Mendoza el 1 de abril de 1921, contaba con 40 horas de vuelo y carecía de mapas y conocimientos de la zona.
La noche anterior, Bolland contó más tarde, una mujer brasileña que decía ser trabajadora de ascendencia francesa y que nunca había visto un avión la había visitado en su habitación de hotel en Buenos Aires. Pensó que la tímida mujer intentaba disuadirla y le dijo que tenía todo el tiempo que fuera necesario para fumar un cigarrillo y que la brasileña pudiera decir lo que tenía que decir. La mujer le dijo que durante su vuelo, al ver un lago con forma de ostra, girara a la izquierda hacia una empinada ladera que parecía una silla volcada. «Si giras a la derecha, estás perdida».
Los pilotos llevaban intentando cruzar los Andes desde 1913, y el Congreso Nacional de Chile había ofrecido un premio de 50.000 pesos al primer chileno que cruzara con éxito la cordillera (si ningún extranjero lo había hecho antes) entre los paralelos 31 y 35, donde se encuentran las cumbres más altas. El oficial del ejército chileno Dagoberto Godoy obtuvo el premio en 1918.
El vuelo de Bolland fue especialmente desafiante. El G.3 no podía volar mucho más alto que los 4.500 m (14.800 pies), muy por debajo de las cumbres de la cordillera, que alcanzan los 6.959 m (22.831 pies) en el Aconcagua, el pico más alto de Sudamérica. Por lo tanto, tuvo que volar entre ellas y alrededor de ellas, y a través de valles, una ruta más arriesgada que la elegida por Godoy y sus predecesores. El traje de vuelo y el pijama que llevaba debajo de su chaqueta de cuero estaban rellenos de periódicos, lo que no logró abrigarla. El avión no tenía parabrisas, y los vasos sanguíneos de sus labios y nariz se reventaron por el aire frío a esa altitud durante las cuatro horas de vuelo.
Al ver el lago con forma de ostra del que le habían advertido, con un valle a la derecha, hizo lo que le aconsejaron y giró hacia la ladera de la montaña. «Tuve que elegir; no sé por qué confié en la chica de Buenos Aires», dijo muchos años después. «Giré a la izquierda, pensando: «Pensar que me estrellaré por una razón tan estúpida»». Pero el viento la levantó justo antes de que chocara contra la montaña, y pronto apareció una abertura en las montañas, más allá de la cual se extendían las llanuras de Chile. Más tarde supo que la joven había sido enviada por un médium. «Haz lo que quieras con esto. Sigo sin creer en las ciencias ocultas. ¡Pero tienes que admitir que cuesta un poco no creer!»
Aterrizó en Santiago, la capital. Mucha gente se había reunido para celebrar la hazaña. El cónsul francés, que creyó que se trataba de una broma del Día de los Inocentes, no estaba entre ellos. Los celebrantes la llamaban "la diosa de los Andes", pero desestimaron la aclamación. "Me dije: ¿Esto es gloria? No es nada. La gloria no vale nada comparada con la alegría interior de lograr algo".
El logro de Bolland pasó prácticamente desapercibido en su país natal en aquel entonces. Dos años después, la nueva esposa de René Caudron sintió celos de ella y presionó a su marido para que la despidiera. En 1924, fue nombrada Caballero de la Legión de Honor en un reconocimiento tardío por su vuelo a los Andes. Continuó volando, estableciendo un récord femenino de 212 bucles empatando con otros diez pilotos, todos hombres, en una carrera de 18 vuelos y 2100 kilómetros (1300 millas) alrededor de Francia al año siguiente.
En 1930, llevaba a otra mujer en su primer vuelo cerca de Le Bourget cuando falló el motor. Al intentar aterrizar, el avión chocó contra unos cables telegráficos, desviándolo de su rumbo. Bolland logró aterrizar el avión en el techo de un cobertizo cercano y sujetar a su pasajera, presa del pánico. Ambas mujeres salieron ilesas; el avión sufrió daños irreparables.
Consiguió ser:
- Primera mujer piloto contratada por la Société des Avions Caudron en febrero de 1920;
- Segunda mujer en atravesar el canal de la Mancha en avión, el 25 de agosto de 1920;
- Primera mujer en sobrevolar la cordillera de los Andes, de Mendoza a Santiago de Chile, el 1 de abril de 1921;[15]
- Récord femenino de vueltas en 1924 con 212 vueltas en 72 minutos,[16] aunque confesó que no valoraba esta marca pues su objetivo era batir el récord masculino que estaba en 1111 vueltas, según publicó la revista "Icare".

## Reconocimientos
El 2 de abril de 1971, al cumplirse 50 años de su hazaña, retornó a Chile y fue homenajeada por el Ministerio de Defensa Nacional, la Fuerza Aérea y la Línea Aérea Nacional. Al día siguiente depositó una ofrenda floral en el monumento a Dagoberto Godoy en la Base Aérea El Bosque.
Fue homenajeada en un sello postal de Francia en octubre de 2005.
En 2021, Correo Argentino lanzó una estampilla en conmemoración de los 100 años de su cruce por la Cordillera de los Andes.
Tiene calles a su nombre por todas partes en Francia, y una en Santiago de Chile.